# Ivar Vidfamne
Ivar le Vieux (en vieux norrois : Ivar hinn Gamli), également connu sous le nom suédois de Ivar Vidfamne (en vieux norrois : Ívarr inn Víðfaðmi, et en norvégien et danois : Ivar Vidfadme), né vers 615 en Scanie et mort en 695 dans le Golfe de Finlande, est un roi semi-légendaire scandinave (régnant principalement sur la Suède) appartenant à la dynastie des Skjöldungs, qui règne de 655 à 695.
Il est, selon la Heimskringla, également roi de Norvège, de Danemark, de Saxe et d'une partie de l'Angleterre.

## Biographie

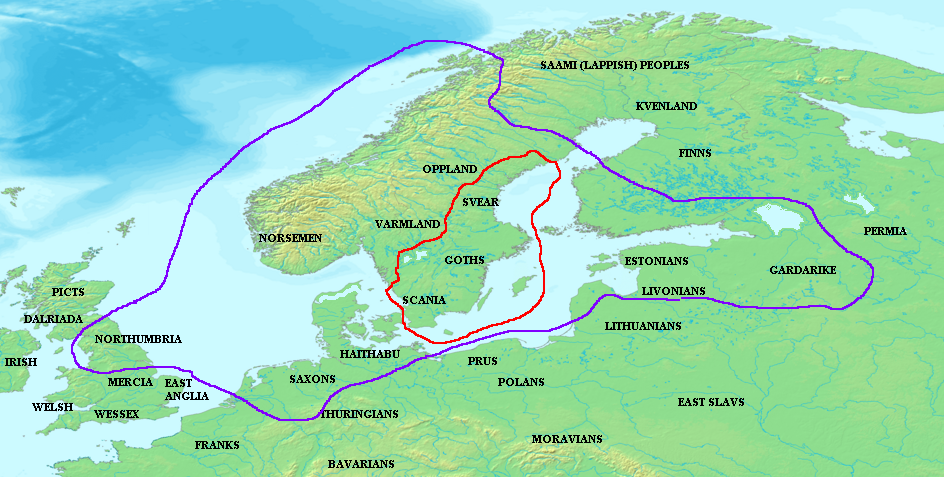
Le royaume d'Ivar Vidfamne (entouré de rouge) et les territoires tributaires (entourés de violet), selon les sagas.

Ivar Vidfamne commence son règne comme roi de Scanie et conquit la Suède en vainquant le roi Ingjald. Il aurait ensuite conquis l'ensemble de la Scandinavie et une partie de l'Angleterre.
Beaucoup de Suédois auraient fui son royaume à cause de la dureté de son règne et se seraient établis dans le Värmland, sous le règne d'Olof Trätälja, fils d'Ingjald. Il serait mort dans une bataille en Russie, abattu par le dieu Odin lui-même.
Sa patrie était la Scanie, mais selon l'Heimskringla et le Sögubrot, il a dû la fuir lorsque son oncle Guðröðr a tué (à l'incitation de sa femme Asa, fille d'Ingjald, roi suédois de la dynastie des Ynglingar) son frère Halfdan le Vaillant, le père d'Ivar. La Saga des Ynglingar, l'Historia Norvegiæ, la Saga de Hervor et du roi Heidrekr et l'Af Upplendinga konungum (en) disent qu'Ivar conquit la Suède après le suicide d'Ingjald et retourna ensuite conquérir le Danemark.
Selon Hversu Noregr bygg, il était le fils d'Halfdan l'Enfant ou le Vaillant (filiation confirmée par l'Heimskringla et la Saga de Hervor), fils de Harald le Vieux, fils de Valdar, fils de Roar (ou Hroðgar) de la Maison danoise des Skjöldung (Scylding). Selon Hversu, le Lai de Hyndla et le Sögubrot, Ivar avait une fille nommée Auðr in djúpúðga (c'est-à-dire en français : Aud à l'Esprit profond = la Sagace).
Le Sögubrot raconte que lorsque Ivar était le roi de Suède, il donna sa fille Auðr in djúpúðga au roi Rörek de Seeland, malgré le fait qu'elle aurait préféré épouser le frère de Rörek, Helgi. Rörek et Aud ont un fils, Harald Hildetand. Ivar ordonne à Rörek de tuer son frère Helgi, et, après cela, attaque et tue Rörek. Cependant, Auðr arrive à la tête de l'armée du Seeland et repousse son père en Suède. L'année suivante, Auðr va à Gardariki (Garðaríki) avec son fils Harald et beaucoup d'hommes puissants, et se marie au roi Radbart.
Cependant, lorsqu'Ivar appris qu'Auðr s'était remariée sans son consentement, il rassembla une grande armée au Danemark et en Suède et alla à Gardariki. Il était alors très vieux. Toutefois, lorsqu'ils arrivèrent à la frontière du royaume de Radbart, la Carélie (Karjálabotnar), il se jeta lui-même par-dessus bord. Harald retourna alors en Scanie pour y régner. Dans le Lai de Hyndla, Ivar, Auðr, Rörek et Harald apparaissent. Radbart apparaît aussi, sans que sa relation avec les autres soit mentionnée.
Sa fille Auðr est présentée comme la mère de Randver et la grand-mère de Sigurd Hring, l'ancêtre des anciens rois de Suède de la Maison de Munsö.

## Légende et histoire
Les souverains dont font part les sagas relèvent généralement de l'ordre du légendaire pour cette période. Le récit d'Ivar tel que retranscrit par les sources parait peu probable. L'historicité de ces récits est fortement mise en doute et semble plutôt correspondre à une reconstruction des origines dynastiques et de leur généalogie, mêlant légendes et histoire.

## Famille

### Mariage et enfants
De son mariage avec Gothilde Alfsdotter, fille du roi Alf, il eut :
- Aud à l'Esprit Profond.

### Sources
- Snorri Sturluson présenté et annoté par François-Xavier Dillmann, Histoire des rois de Norvège première partie, Paris, Gallimard, coll. « l'aube des peuples », 2000 (ISBN 2070732118), p. 55-108 Histoire des Ynglingar.
- Anthony Stokvis, préf. H. F. Wijnman, Manuel d'histoire, de généalogie et de chronologie de tous les états du globe, depuis les temps les plus reculés jusqu'à nos jours, vol. II Les états de l'Europe te leurs colonies, Chapitre IV États Scandinaves, Leyde, éditions Brill, 1889 réédition 1966, p. 320-322 Tableau généalogique n°1 États scandinaves - Généalogies légendaires et semi-historiques.
- (sv) Svenskt biografiskt lexikon:  Hans Gillingstam Ivar vidfamne.